# Sköldskinn
Sköldskinn (Mutatoderma mutatum) är en svampart som först beskrevs av Peck, och fick sitt nu gällande namn av C.E. Gómez 1976. Mutatoderma mutatum ingår i släktet Mutatoderma och familjen Corticiaceae.   Inga underarter finns listade i Catalogue of Life.
I den svenska databasen Dyntaxa används istället namnet Hyphoderma mutatum för samma taxon.  Arten är reproducerande i Sverige.

## Bildgalleri

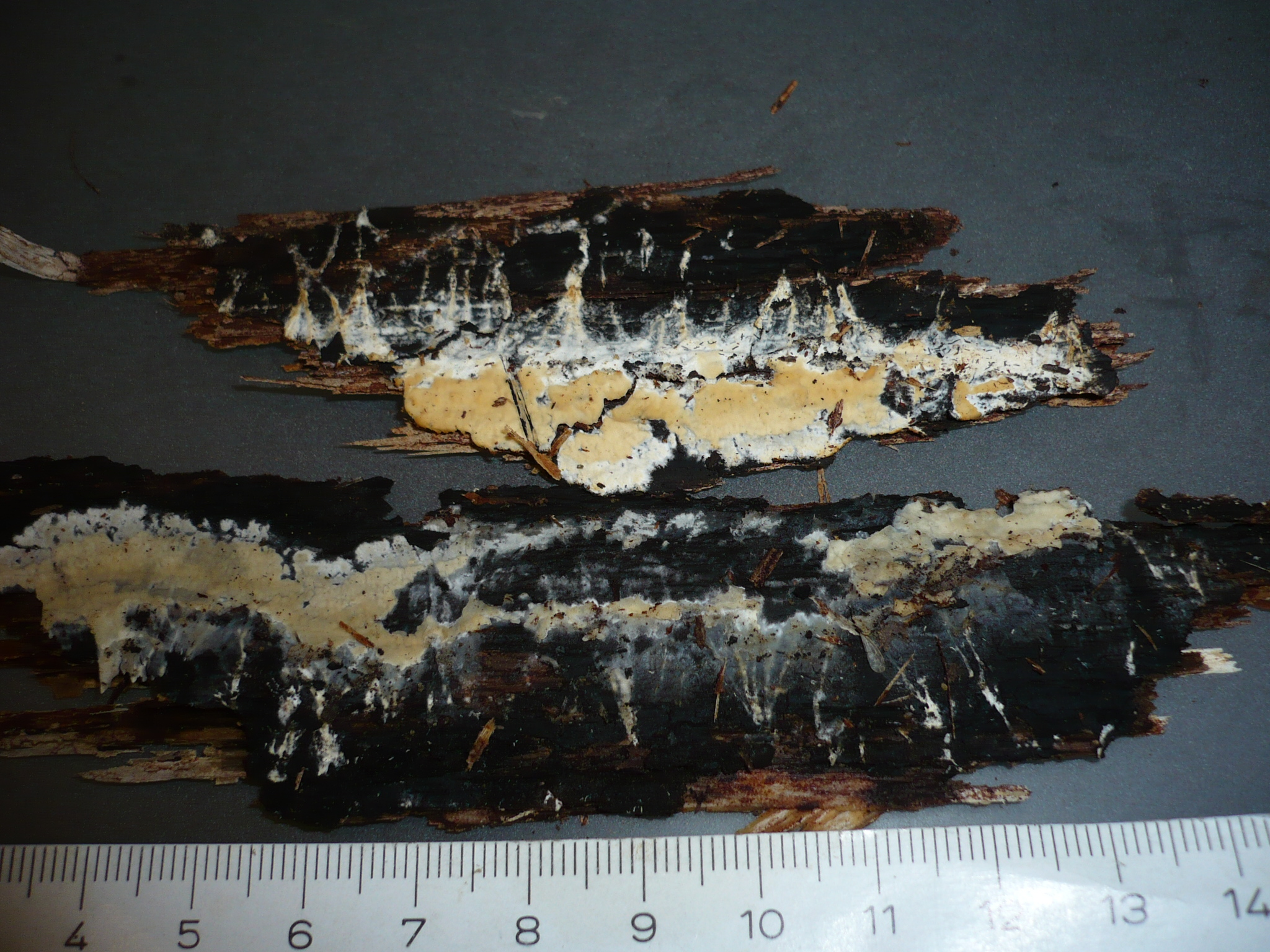